# Frastafeders

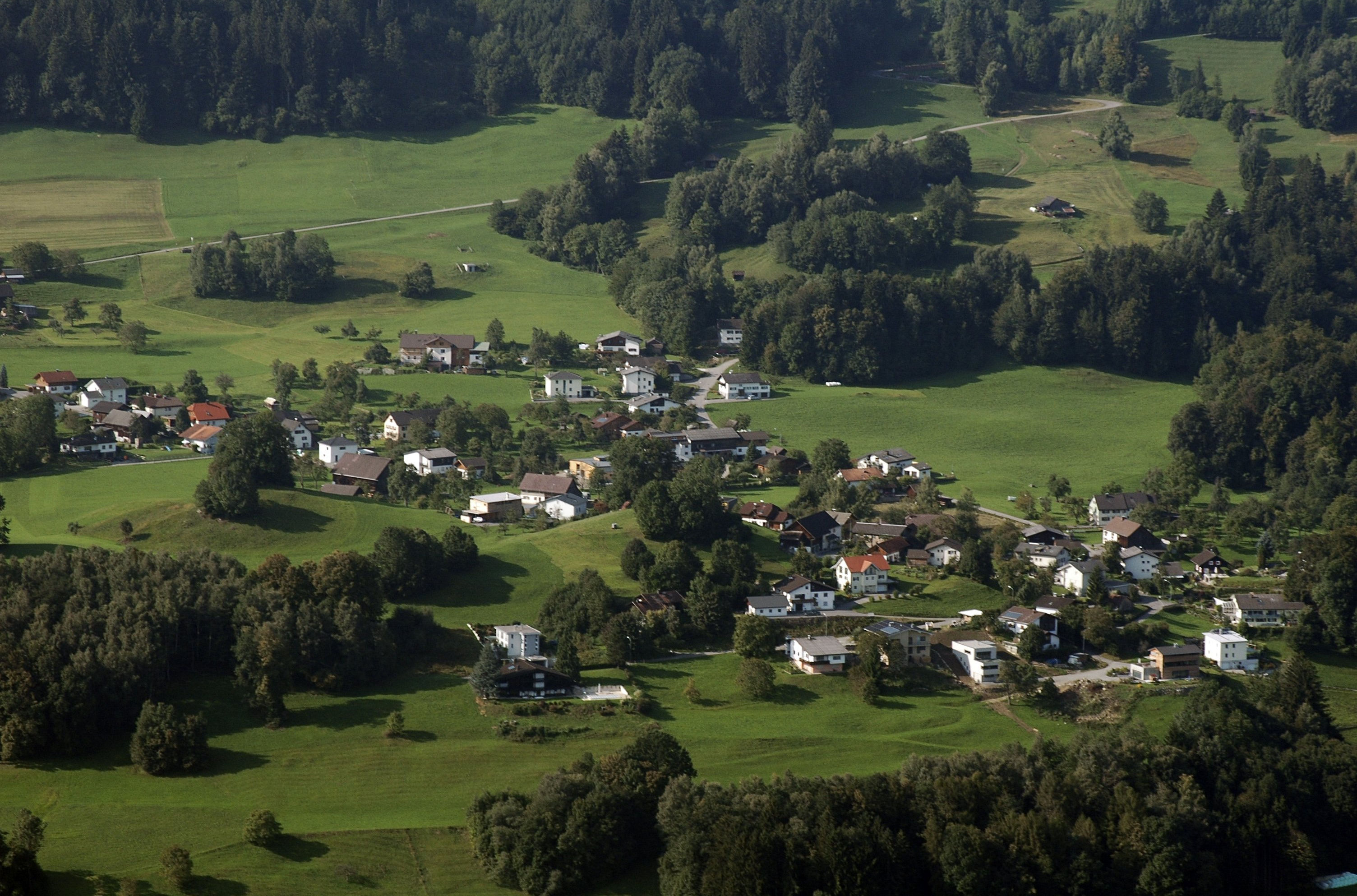
Frastafeders in Frastanz

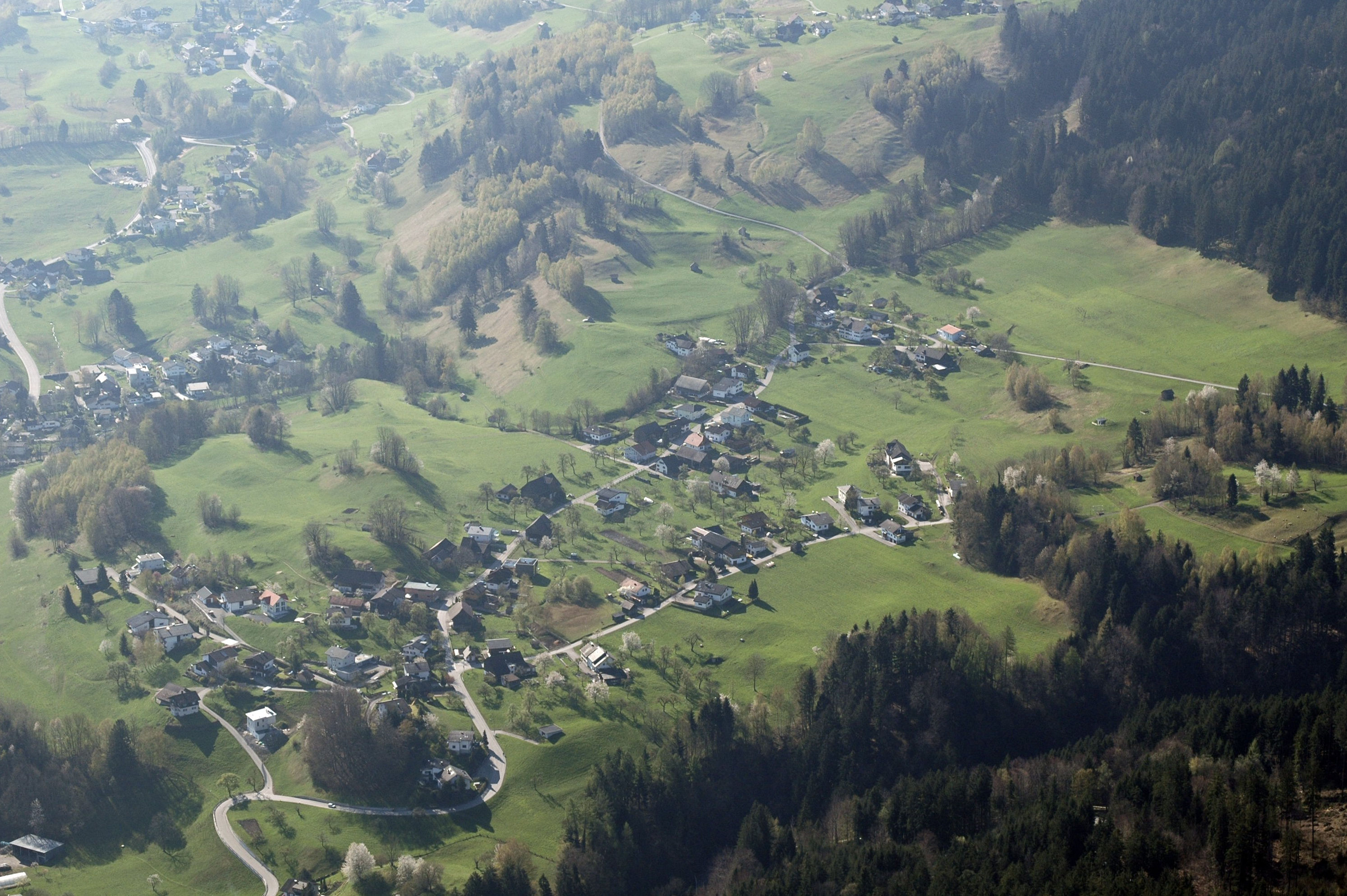

Frastafeders ist ein Ortsteil und eigenständiger Weiler der Marktgemeinde Frastanz in Vorarlberg (Österreich) mit etwa 240 Einwohnern.

## Topografie
Frastafeders liegt auf einer, von Frastanz aus gesehen, südseitigen Hangterrasse zwischen ca. 560 m ü. A. bis etwa 590 m ü. A. Von Frastanz Zentrum sind es etwa 1000 Meter Luftlinie nach Frastafeders und nach Stutz ebenfalls. Der östlich gelegene Ortsteil Roßnis der Gemeinde Nenzing liegt etwa 500 Meter Luftlinie entfernt, westlich liegt Amerlügen etwa 1400 Meter entfernt. Dazwischen liegt das Saminatal.
Am westlichen Rand der Siedlung fließt der Klöslefeldbach.

## Flora und Fauna
Die Magerwiesenlandschaft zwischen Frastafeders und Bazora, Stutz und Stutzberg wurde in das Biotopinventar des Landes Vorarlberg aufgenommen. Aus der Biotopkarte des Walgaus ist ersichtlich, dass sich in den Hanglagen über Frastanz und Nenzing ein einzigartiges Mosaik von Feucht- und Trockenwiesen ausbreitet.

## Burgruine Frastanz Frastafeders

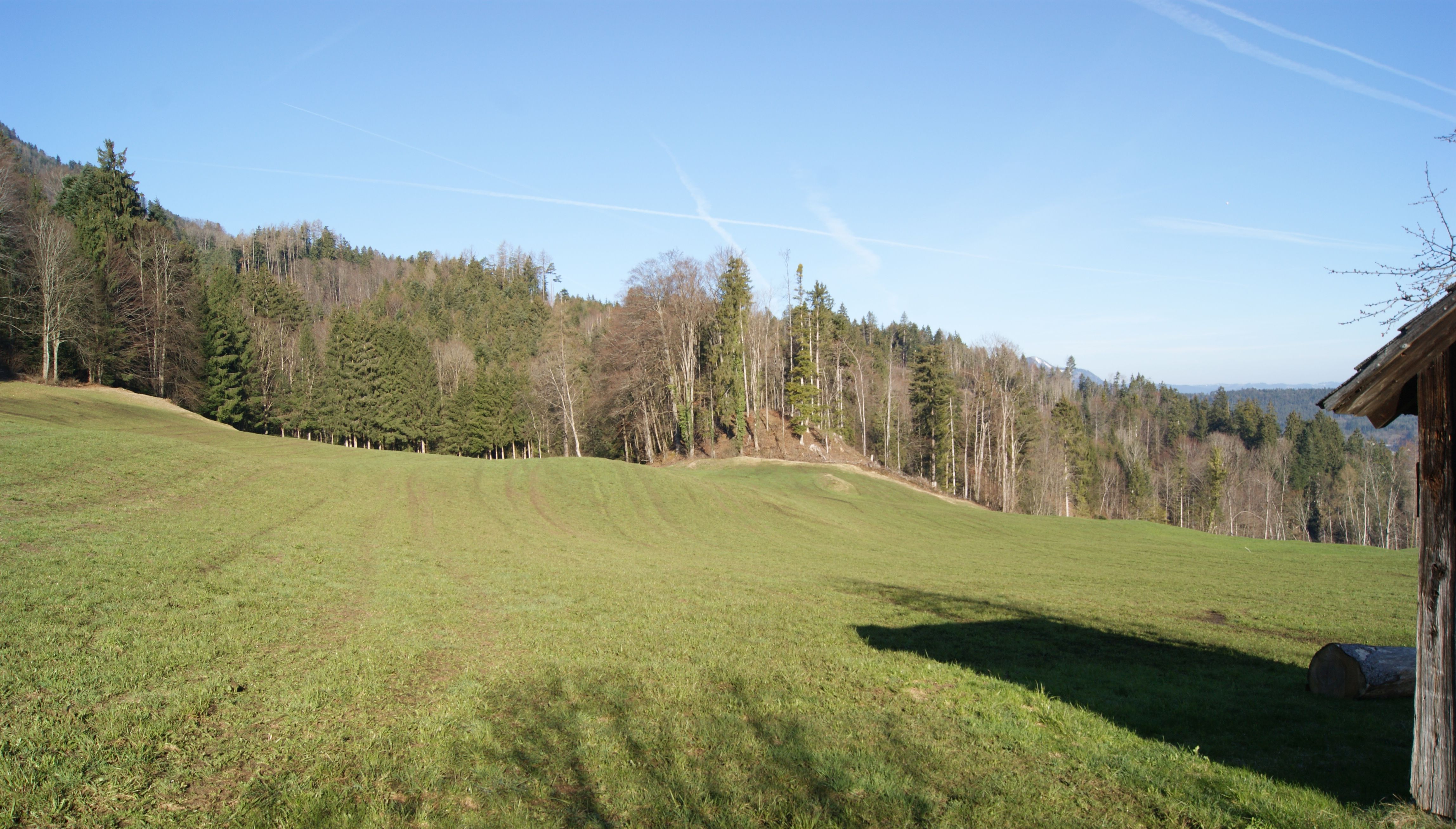
Schlosshügel

Die urkundlich mehrmals erwähnte Burg Frastafeders (auch: Burg Frastanz) im Klöslefeld (Schloßbühl) konnte durch die Ausgrabungen unter Leitung von Wilhelm Sydow 1988 eindeutig archäologisch nachgewiesen werden. Die Burg bestand vermutlich ab der Mitte des 13. Jahrhunderts, wurde 1217 an Ulrich Thumb verliehen und vermutlich am 3. August 1344 zerstört. Der kinderlose Ulrich von Montfort (Ulrich II.) wurde hier 1344 gefangen gesetzt. Die Burg bestand vermutlich aus einem einzigen Bergfried mit 8 × 10 Meter Grundfläche und war 15 bis 20 Meter hoch, umgeben von einem Ringwall. Die Mauern waren etwa 1,5 bis 2 Meter dick. Ob nach 1344 eine Neuerrichtung erfolgte, ist unbekannt. Um 1616 wird die Ruine in der Emser Chronik von Johann Georg Schlehs dokumentiert. Erhalten und heute sichtbar ist nur noch der Burghügel.

## Sagen
Im Flurstück, in welchem die Burg Frastafeders stand, soll später ein Haus gestanden haben, das von einer Frau während des Sonntagsgottesdienstes bewacht wurde. Sie sah auf der Wiese einen Haufen goldgelben Laubes, ging hin und nahm ein Blatt und ging wieder ins Haus. Das Laubblatt verwandelte sich dabei in ein Goldstück. Als sie sich umwandte, um noch mehr zu holen, sah sie, wie ein Geist den Haufen zusammennahm und schnell damit verschwand.
Es sind noch mehrere andere Sagen aus und um Frastanz bekannt, die mit der Burg Frastafeders zu tun haben.